# Fosfity

Obecný strukturní vzorec fosfitového esteru se zobrazením volného elektronového páru na atomu fosforu

Fosfity nebo fosfitové estery jsou organické sloučeniny s obecným vzorcem P(OR)3. V podstatě se jedná o estery kyseliny fosforité, nestabilního tautomeru kyseliny fosfonové. Nejjednodušší takovou sloučeninou je trimethylfosfit, P(OCH3)3. K částečně esterifikovaným formám této kyseliny patří dialkylfosfity, například dimethylfosfit, HP(O)(OCH3)2. Obvykle jde o bezbarvé kapaliny.

## Příprava

### Z chloridu fosforitého
Fosfity se nejčastěji připravují reakcí chloridu fosforitého s odpovídajícím alkoholem. Podle podmínek reakce mohou vznikat dialkylfosfity:
PCl3 + 3 C2H5OH → (C2H5O)2P(O)H + 2 HCl + C2H5Cl
nebo, za přítomnosti akceptorů protonů, C3-symetrické trialkoxyfosfity.
PCl3 + 3 C2H5OH + 3 R3N → (C2H5O)3P + 3 R3NHCl
U obou těchto druhů bylo připraveno mnoho různých sloučenin.

### Transesterifikací
Fosfity lze také získat transesterifikací. Tato reakce je vratná a dá se použít také na přípravu smíšených fosfitů (s různými alkylovými skupinami). Při použití fosfitu odvozeného od těkavého alkoholu, například trimethylfosfitu, lze alkohol odstranit destilací, což umožní úplné provedení reakce.

## Reakce a použití trisfosfitů

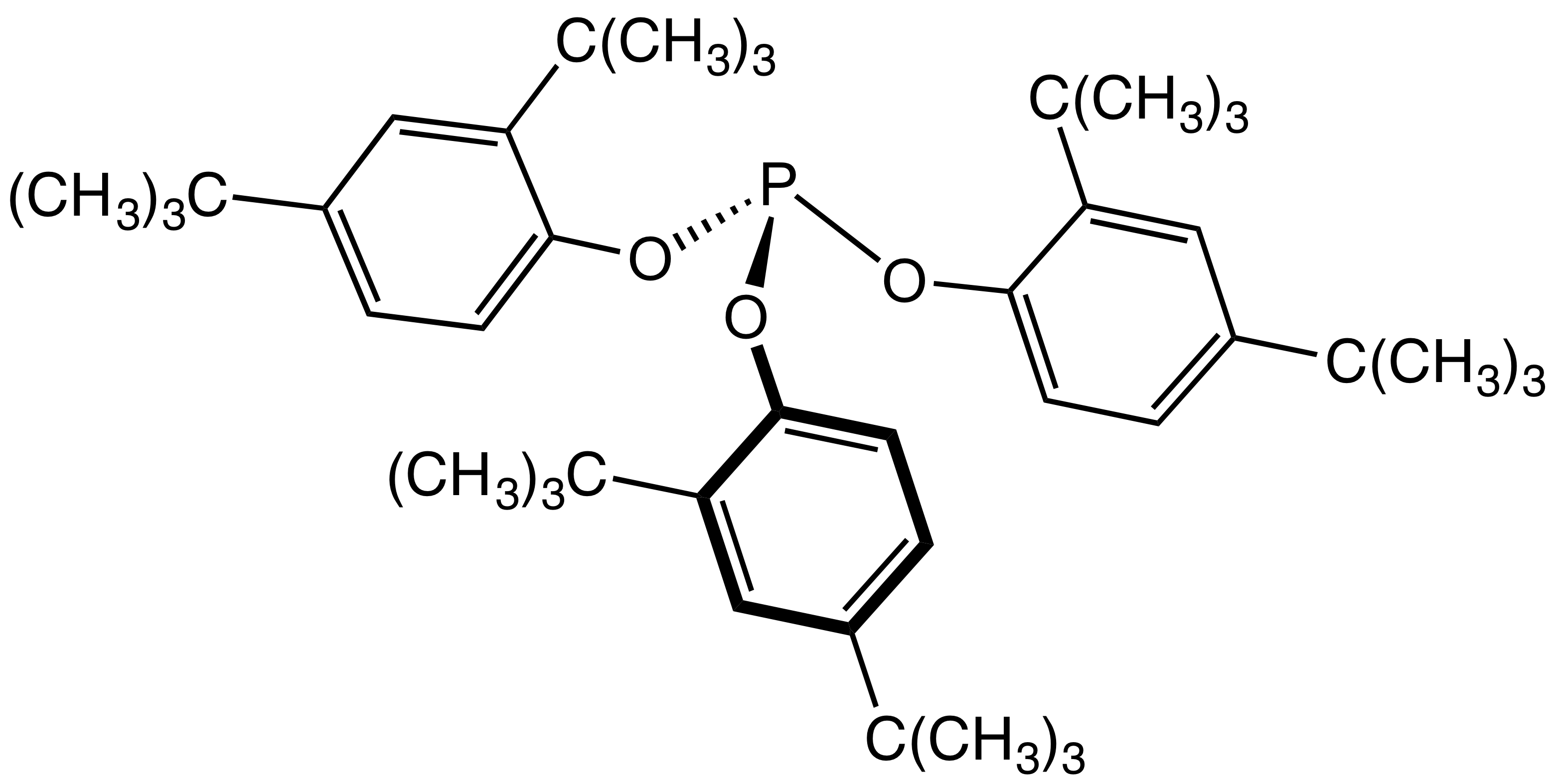
Tris(2,4-di-terc-butylfenyl)fosfit, látka používaná jako stabilizátor polymerů

Fosfity mohou být oxidovány na fosfátové estery:
P(OR)3 + [O] → OP(OR)3
Tato reakce znemožňuje využití některých fosfitů ke stabilizaci polymerů.
Alkylfosfity se používají v Perkowově reakci k přípravě vinylfosfonátů a v Michaelisově–Arbuzovově reakci k přípravě fosfonátů. Arylfosfity se těchto reakcí neúčastní a tak jsou používány jako stabilizátory halogenovaných polymerů jako je polyvinylchlorid (PVC).

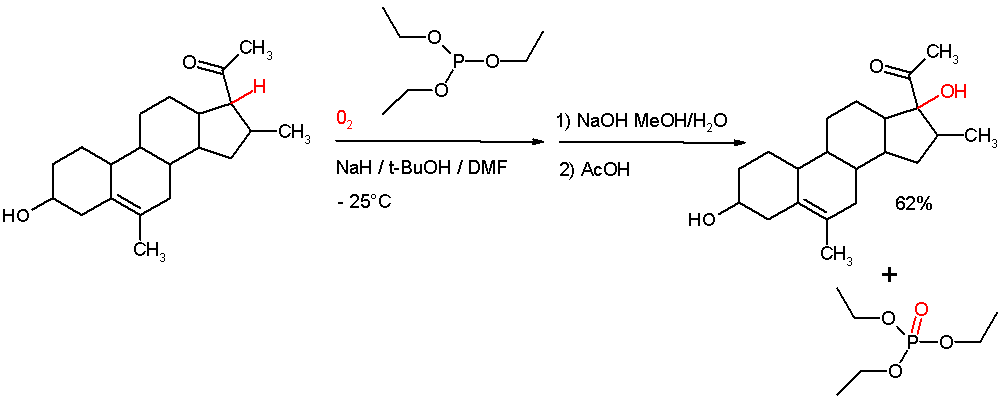
Autoxidace ketosteroidu kyslíkem na hydrogenperoxid (který není zobrazen) následovaná redukcí triethylfosfitem na alkohol

Fosfity lze použít jako redukční činidla, například diethylfosfit redukuje některé hydrogenperoxidy na alkoholy vytvořené autooxidací; fosfity se přitom přeměňují na fosfátové estery.

### Homogenní katalýza

BiPhePhos je příkladem difosfitového ligandu používaného při homogenní katalýze.

Fosfity fungují jako Lewisovy zásady a mohou tak tvořit komplexy s ionty mnoha kovů. K nejčastěji používaným fosfitovým ligandům patří triethylfosfit ((EtO)3P), trimethylolpropanfosfit a trifenylfosfit. Fosfity mají menší Tolmanův úhel než podobné fosfinové ligandy. Jsou součástmi katalyzátorů využívaných průmyslově při hydroformylačních a hydrokyanačních reakcích.